# Mistrzostwa Arabskie w Zapasach w 2012
Mistrzostwa rozegrano 11 października 2012 roku w mieście Kairze w Egipcie.

## Tabela medalowa
Gospodarz mistrzostw został zaznaczony kolorem.
| Poz. | Państwo  |    |    |    | Łącznie |
| ---- | -------- | -- | -- | -- | ------- |
| 1    | Egipt    | 6  | 6  | 2  | 14      |
| 2    | Irak     | 3  | 3  | 8  | 14      |
| 3    | Algieria | 2  | 4  | 3  | 9       |
| 4    | Jordania | 2  | 1  | 0  | 3       |
| 5    | Katar    | 1  | 0  | 0  | 1       |
|      | Łącznie  | 14 | 14 | 13 | 41      |

## W stylu klasycznym
| Waga   | złoty               | srebrny                   | brązowy                |
| ------ | ------------------- | ------------------------- | ---------------------- |
| 55 kg  | Mohamed Bouterfassa | Mahmud Husajn Hamdan      | Leth Taad Nekhtab      |
| 60 kg  | Mouatez Djedaiet    | Karim Ibrahim as-Sajjid   | Ali Nagah Gasem        |
| 66 kg  | Karim Hawwasz       | Muhammad Sarir            | Mohamed Ali Bashar     |
| 74 kg  | Ramzi Al Marafi     | Hassan Hayder Kareem      | Muhammad Husajn Hamdan |
| 84 kg  | Mustafa Ghanim      | Muhammad Rijad al-Wafi    | Nazar Jaburush         |
| 96 kg  | Ahmad Usman         | Jahja Muhammad Abu Tabich | Haeder Abou El Raheem  |
| 120 kg | Hani Al Marafi      | Abd ar-Rahman at-Tarabili | Saif Ali Qasim         |

## W stylu wolnym
| Waga   | złoty                   | srebrny                  | brązowy             |
| ------ | ----------------------- | ------------------------ | ------------------- |
| 55 kg  | Muhammad Aszraf Fathi   | Sef Salman               | Ismael Moussaoui    |
| 60 kg  | Muhammad Hasan Muhammad | Ammar Chergui            | Qasem Sobeh         |
| 66 kg  | Abd ar-Rahman Ibrahim   | Yehya Mansour            | Walid Madżdi Zajdan |
| 74 kg  | Ahmed Kazeem            | Muhammad Ali Zaghlul     | Rabah Siramdane     |
| 84 kg  | Imad ad-Din Karani      | Muhammad Rijad al-Wafi   | Nezar Gaberbosh     |
| 96 kg  | Mohamed Soheil          | Mustafa Farahat          | Hicham Louafi       |
| 120 kg | Mohammed Abdelmalek     | Dija ad-Din Kamal Dżauda | ----                |